# Аббуд, Марун
Марун Аббуд (араб. مارون عبود‎ ; 1886—1962) — арабский ливанский поэт, писатель, журналист и литературовед.

## Биография
Родился 9 февраля 1886 года в семье христиан-маронитов в деревне Айн-Кфаа (араб. عين كفاع‎) около г. Джебейль в Горном Ливане, принадлежащем тогда Османской империи. Изучал арабский, сирийский и французский языки в ряде ливанских школ. Отец мечтал, чтобы сын стал священником, но тот не последовал его желаниям. В 1900 он поступил в школу Святого Иоанна Марона и за время учёбы в течение 4 лет опубликовал множество стихов в газете «Ар-Рауда».
Окончил Институт права в Бейруте. Стал профессором арабской литературы в Университете св. Иосифа.
Умер 2 июня 1962 года.

## Творчество
Первое прозаическое произведение рассказ «Вдова Марика» — издал в 1935 году. В исторической повести «Красный эмир» (1954), вопреки официальной историографии, изображавшей эмира Башира великим реформатором, стремившимся покончить с феодальной раздроблённостью, Аббуд показывает его деспотом. Написал ряд литературоведческих монографий об арабских писателях прошлого.